# Jūžintai
Jūžintai è una città del distretto di Rokiškis della contea di Panevėžys, nel nord-est della Lituania. Secondo un censimento del 2011, la popolazione ammonta a 412 abitanti.
Costituisce il centro più importante dell’omonima seniūnija.

## Storia

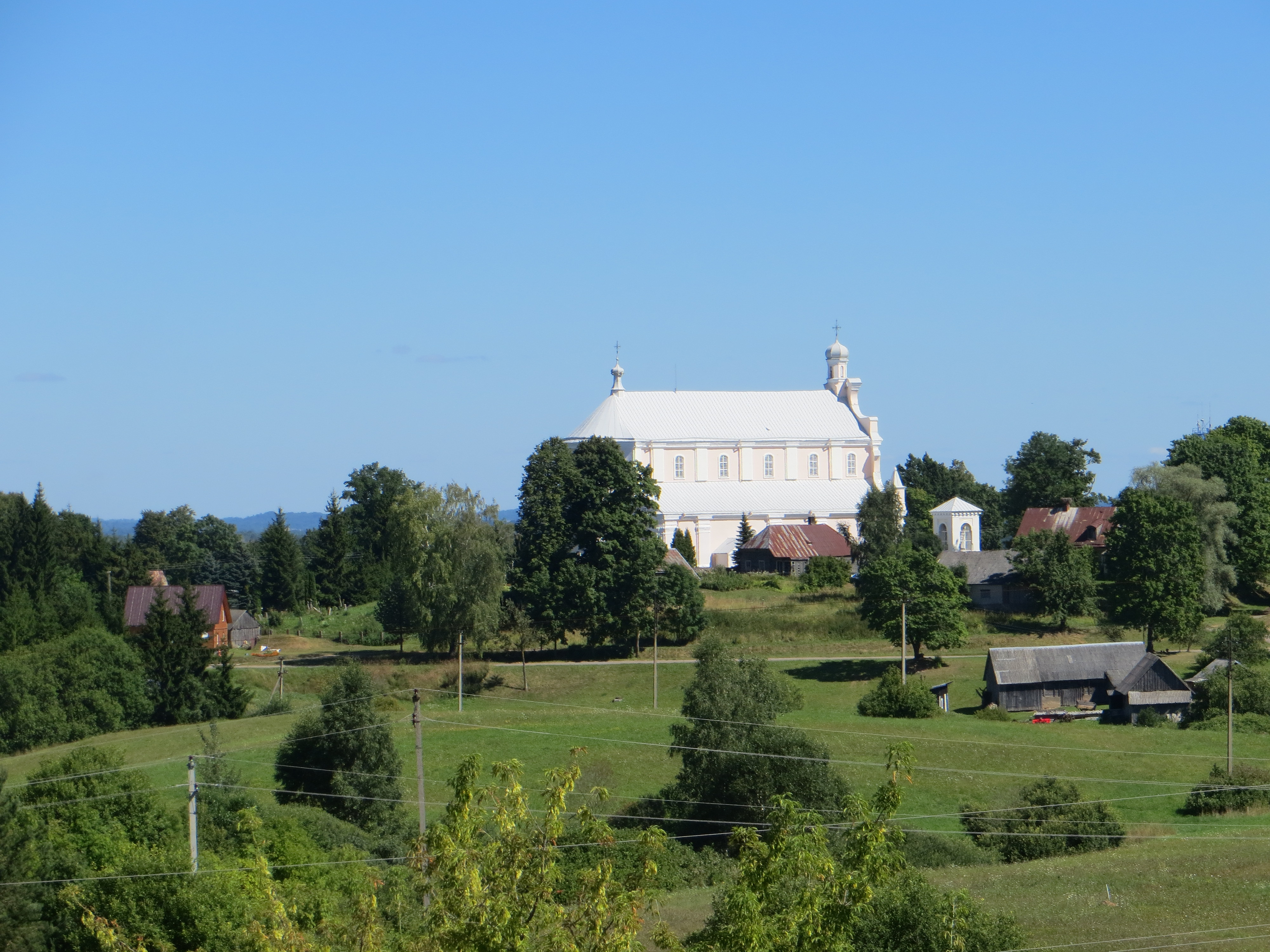
L’abbazia cittadina del 1799

Nell’area è stato trovato un tumulo risalente all’inizio del 2° millennio a.C.
Nel 1588, l’insediamento viene menzionato per la prima volta assieme al maniero. In seguito, fu costruita una cappella in legno. 
Nel 1799, fu costruita un’abbazia.
All'inizio del XIX secolo, Jūžintai divenne centro di distribuzione di libri proibiti dal bando di stampa: nel 1894, si costituì una scuola segreta.
Il 7 novembre 1944, Jūžintai subì un attacco operato da A. Baukys e altri 60 partigiani lituani (Comandante A. Baukys, circa 60 persone). Dal 1950 l’attuale territorio di seniūnija divenne centro di fattorie collettive.